# 20654 Ivaneder
20654 Ivaneder este o planetă minoră (asteroid), cu un diametru de 11,298 km, din centura de asteroizi. A fost descoperită pe 8 octombrie 1999 la Catalina Station⁠(d) de Catalina Sky Survey. 
Obiectul prezintă o orbită caracterizată de o semiaxă mare de 3,1535488 UAi, o excentricitate de 0,08, o înclinație de 5,46956 ° în raport cu ecliptica.